# Sälgoljeskinn
Sälgoljeskinn (Sistotrema intermedium) är en svampart som beskrevs av Hjortstam 1983. Enligt Catalogue of Life ingår Sälgoljeskinn i släktet Sistotrema,  och familjen Hydnaceae, men enligt Dyntaxa är tillhörigheten istället släktet Sistotrema,  och familjen Sistotremataceae. Arten är reproducerande i Sverige. Inga underarter finns listade.